# Beškovský les

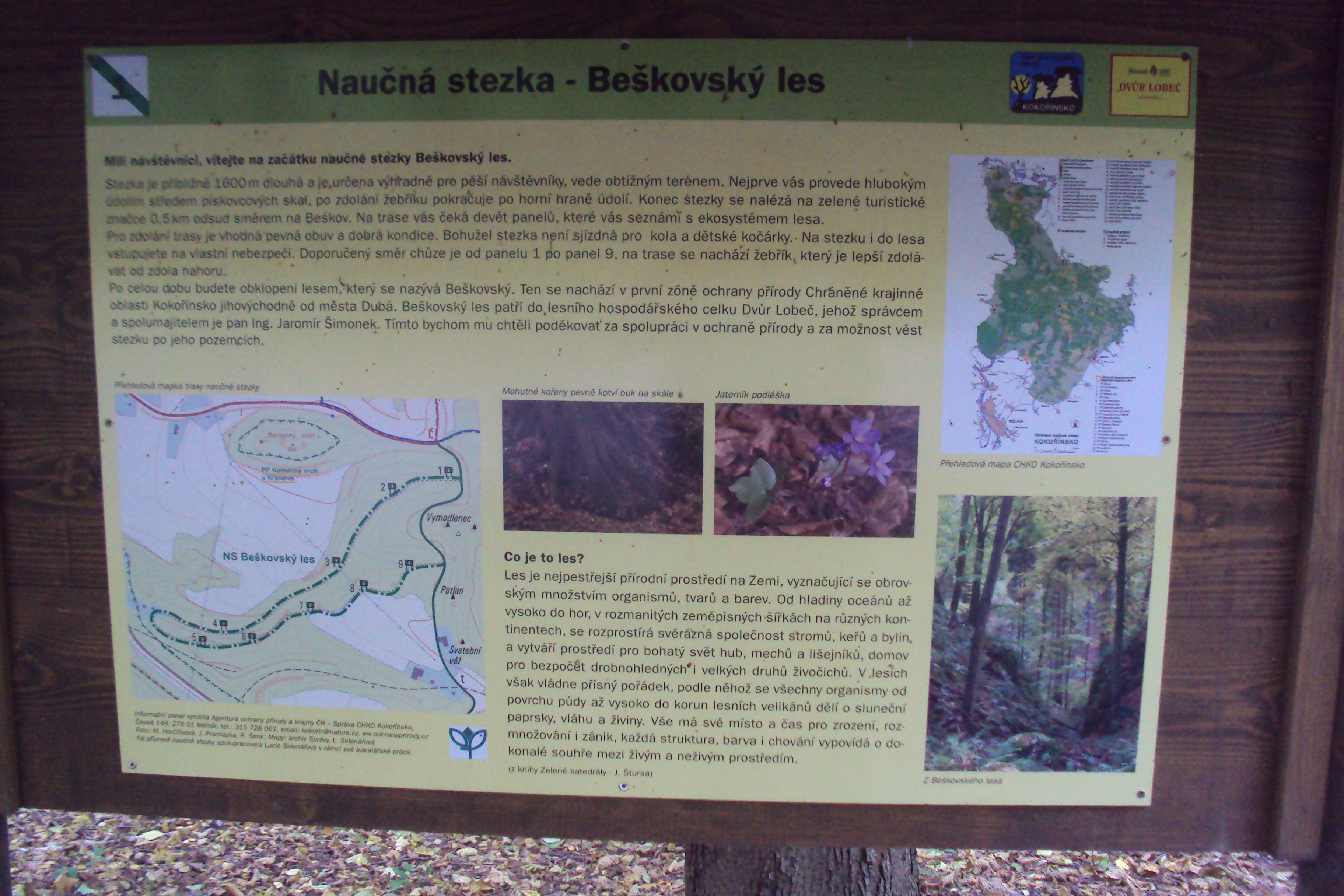
Panel s vyznačením trasy

Beškovský les je chráněný les a zároveň jméno naučné stezky, vybudované v roce 2011 nedaleko vesnice Beškov v jižní části okresu Česká Lípa v Libereckém kraji. 

## Základní údaje
Beškovský les s rozlohou 8 ha je od roku 1997 zařazen do první zóny Chráněné krajinné oblasti Kokořínsko– Máchův kraj. Les je v soukromém vlastnictví, jeho majitel Ing Jaromír Šimonek uzavřel v roce 2005 se správou CHKO dohodu, že se do lesa nebude zasahovat, nebude se zde těžit dřevo či sázet nové stromky. Naučnou stezku vč. informačních tabulí a úpravy stanovišť na trase zajistila a v dubnu 2011 slavnostně otevřela správa CHKO a vlastník lesa.
Na trase stezky je 9 očíslovaných naučných tabulí a řada směrovek. Tabule podávají turistům informace o lesích severní části Kokořínska. Trasa stezky je určena výhradně pro pěší turisty a je poměrně obtížná i svým převýšením. Délka trasy je 1600 metrů. Forma vyznačení okruhu i směrovek odpovídá směrovkám užívaným Klubem českých turistů. Stezka začíná poblíž rozcestníku U Kamenného vrchu, pod Velkým beškovským vrchem jihovýchodně od města Dubá, jako odbočka ze zelené pěší trasy. V seznamu tras KČT má číslo 8016.

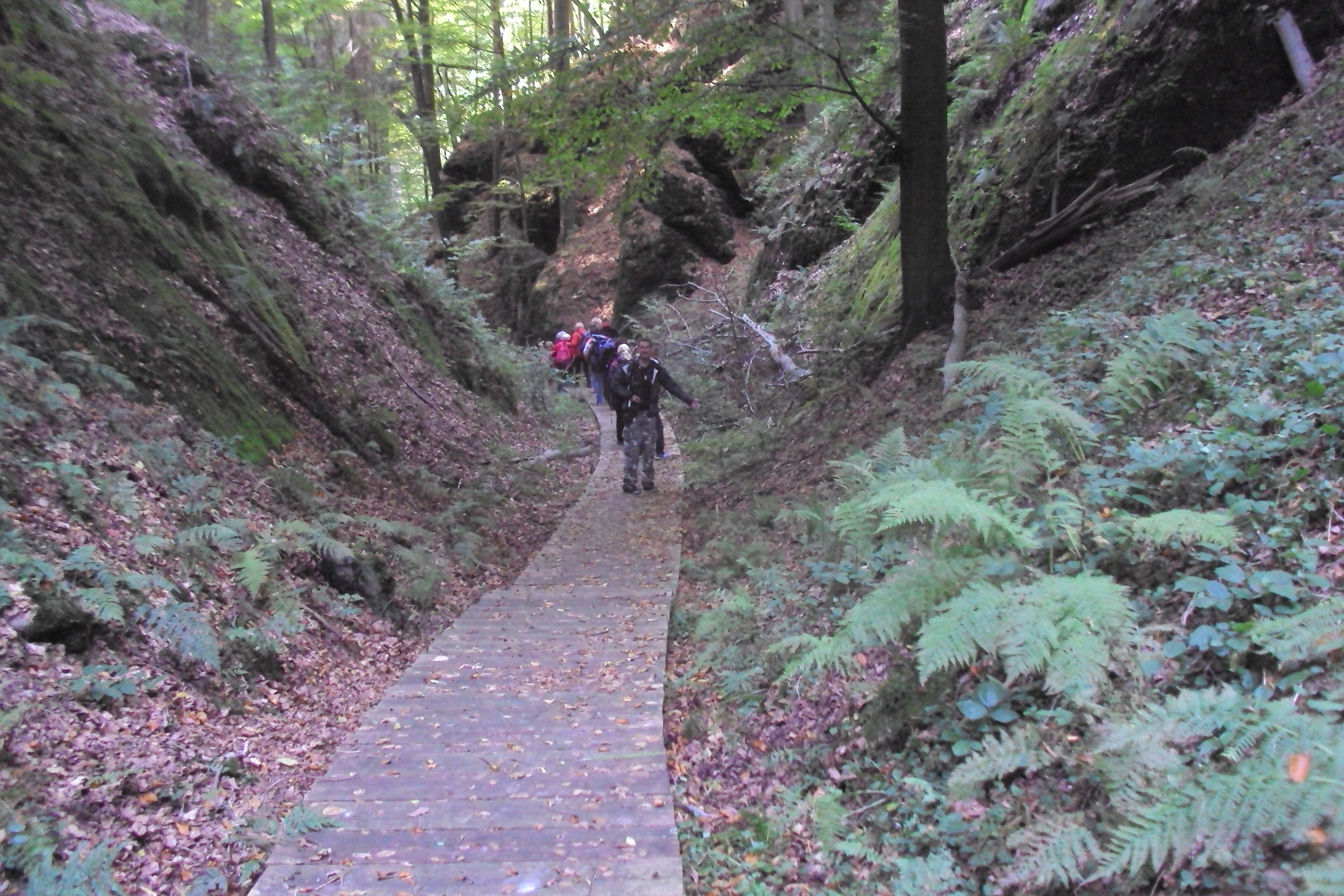
V spodní části okruhu jsou povalové chodníky